# Gioseffo Zarlino
Gioseffo Zarlino (Chioggia, 31 de gener o el 22 de març de 1517 - Venècia, 4 de febrer de 1590) va ser un compositor i, sobretot, un dels teòrics de la música més importants del Renaixement. La seva contribució destaca especialment en el camp del contrapunt i de l'afinació dels instruments.